# Aerenica canescens
Aerenica canescens – gatunek chrząszcza z rodziny kózkowatych i podrodziny zgrzypikowych. Jedyny przedstawiciel rodzaju Aerenica.

## Zasięg występowania
Ameryka Południowa, występuje w płd. Brazylii (stany Goiás, Maranhão, Mato Grosso do Sul, Tocantins, Bahia, Mato Grosso, Rio de Janeiro, São Paulo, Parana i Rio Grande do Sul), wsch. Boliwii (departament Santa Cruz), Paragwaju oraz w Argentynie.